# Lucas Jacobsøn Debes
Lucas Jacobsøn Debes (født 1623 i Stubbekøbing, død 28. september 1675 i Tórshavn) var en dansk præst og topograf.
Hans fader var Jacob Nielsen, først kapellan i Stubbekøbing, siden præst på Bogø (død 1633). Lucas Debes blev 1647 student fra Slagelse, 1651 kapellan i Thorshavn, 1652 sognepræst sammesteds (Sydstrømø Præstegæld) og rektor ved latinskolen.
1667 blev han viceprovst, landprovst 1670 og magister 1673. Han var gift med sin forgængers, Hans Rasmussen Færøs, enke, Anne Rasmusdatter. Han havde ingen børn, men flere af hans søsters talrige efterkommere har antaget slægtsnavnet Debes.
Da han under krigen 1658-1659 rejste til Danmark, formodentlig i anledning af en strid, han havde med landfogeden Johannes Heidemann, blev skibet undervejs opbragt af svenskerne. I et års tid måtte han nu som fange opholde sig i Gøteborg, hvor han dog ved sin lærdom og sine prædikener vandt kommandantens gunst, så at han endelig blev frigiven og kom til København. Efter at være vendt tilbage til Færøerne blev han viceprovst. Da Frederik 3. forlenede sin yndling Christoffer Gabel og dennes efterkommere med Færøerne, kom Debes snart i bitter strid med Gabels landfogeder, der søgte at undertrykke gejstligheden og i det hele optrådte med utilbørlig selvrådighed over for beboerne. Ligeledes fik Debes strid med kommandanten i Thorshavns Skanse Claus Becker, der på en skammelig måde havde krænket hans hus. Trods disse vanskelige forhold lykkedes det ham dog at hævde sin stilling.
Debes havde foruden at være en lærd mand også en praktisk evne og dygtighed til at fremstille en sag mundtligt eller skriftligt som sikrede den et heldigt udfald. 1670 blev han landprovst. Debes blev stædigt ved med at påtale de Gabelske embedsmænds ulovligheder. Ved forordning af 29.4.1661 havde Gabel opnået at intet klagemål mod magthaverne på øerne kunne komme frem til kongen uden at det først kom til disses kundskab, og selvfølgelig gjorde de alt hvad der stod i deres magt for at hindre Debes i at komme fra væk fra Færøerne og bringe kongen befolkningens klagemål.
I anledning af Christian 5.s hyldning, 1670 besøgte den kongelige kommissær Færøerne. Da Debes sammen med flere af Færøernes beboere havde klaget over lidte forurettelser til den kongelige kommissær, blev han udvalgt til med et par andre færinger at rejse til København for at føre sagen igennem hos regeringen. 1672 rejste Debes sammen med to færinger til København, og de medbragte da et så stort bevismateriale mod fogeden at de for en kongelig kommission fik sat alle deres ønsker igennem.
Under opholdet i hovedstaden benyttede Debes til i maj 1673 at erhverve magistergraden og til at udgive to ret ejendommelige skrifter, som han havde forfattet "i sit Patmos paa Færø", nemlig "Kongelig Majestæt ved Profeten Jeremiam afmalet", hvori han gennem en utrolig mængde bibelske citater søger at vise den ærbødighed, kærlighed, lydighed, troskab og tjeneste, undersåtterne er deres arvekonge skyldige, samt "Færøernes og færøske indbyggeres beskrivelse", et trods adskillige besynderligheder dog for sin tid fortjenstligt skrift.
Nogen tid efter sin hjemkomst til Færøerne døde Debes den 28. september 1675.
1673 udgav han to bøger af hvilke Kongelig Majestæt ved Propheten Jeremiam affmaled var foranlediget af den tekst han havde valgt 17.8.1670 da han prædikede i Torshavns kirke ved arveedens aflæggelse til Christian V, nemlig profeten Jeremias ord. "Voris Hoffvedets Krone er affalden". Den anden bog, Færoæ et Færoa reserata som vakte stor opsigt da den udkom, og er oversat både til engelsk og tysk er endnu en hovedkilde for dem der vil søge oplysning om Færøerne.